# 塞纳河桥村
塞纳河桥村（法語：Pont-sur-Seine，法語發音：[pɔ̃ syʁ sɛn]，意为“塞纳河上的桥”）是法国奥布省的一个市镇，属于塞纳河畔诺让区。

## 地理
塞纳河桥村（48°31'8"N, 3°35'41"E）面积16.15 平方千米，位于法国大東部大區奥布省，该省份为法国中北部省份，北起马恩省，西接塞纳-马恩省，西南至约讷省，东南至科多尔省，东临上马恩省。
与塞纳河桥村接壤的市镇（或旧市镇、城区）包括：巴尔比斯、克朗塞、费勒-坎塞、塞纳河畔马尔奈、佩里尼拉罗斯、圣欧班、圣伊莱尔苏罗米伊、沙特洛新城。

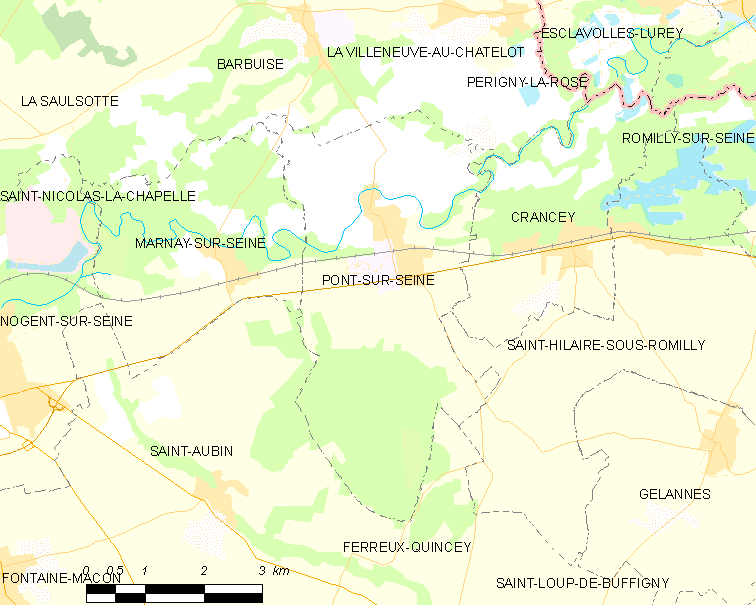
塞纳河桥村的OSM定位图

塞纳河桥村的时区为UTC+01:00、UTC+02:00（夏令时）。

## 行政
塞纳河桥村的邮政编码为10400，INSEE市镇编码为10298。

## 政治
塞纳河桥村所属的省级选区为塞纳河畔诺让县。

## 人口

1962-2008年间塞纳河桥村人口变化图示

塞纳河桥村于2022年1月1日时的人口数量为1117人。